# Давид Ковнацький
Давид Ковнацький (пол. Dawid Kownacki, нар. 14 березня 1997, Ґожув-Велькопольський) — польський футболіст, нападник бременського «Вердера». На умовах оренди грає за «Фортуну» (Дюссельдорф).

## Клубна кар'єра
Народився 14 березня 1997 року в місті Ґожув-Велькопольський. Вихованець юнацьких команд футбольних клубів «Ґожув-Велькопольський» та «Лех».
У дорослому футболі дебютував 2013 року виступами за команду клубу «Лех», в якій провів чотири сезони, взявши участь у 94 матчах чемпіонату. Більшість часу, проведеного у складі «Леха», був основним гравцем атакувальної ланки команди. У сезоні 2014/15 він з командою став чемпіоном Польщі, а згодом у 2015 і 2016 роках вигравав і національний Суперкубок.
11 липня 2017 рік італійський клуб «Сампдорія» оголосив про перехід форварда. 30 вересня в матчі проти «Удінезе» він дебютував у італійській Серії A. 21 жовтня в поєдинку проти «Кротоне» Давид забив свій перший гол за «Сампдорію». За півтора сезони відіграв за генуезький клуб 35 матчів у національному чемпіонаті, забивши шість голів.
Наприкінці січня 2019 року перейшов до німецької «Фортуни» (Дюссельдорф) на умовах оренди з правом викупу.

## Виступи за збірні
2011 року дебютував у складі юнацької збірної Польщі, взяв участь у 20 іграх на юнацькому рівні, відзначившись 16 забитими голами.
З 2015 року залучався до складу молодіжної збірної Польщі. У 2017 році в її складі взяв участь в домашньому молодіжному чемпіонаті Європи. На турнірі він зіграв у двох матчах, а в зустрічі проти Швеції (2:2) в компенсований забив гол, який приніс полякам єдине очко на турнірі. На молодіжному рівні зіграв у 12 офіційних матчах, забив 8 голів.
23 березня 2018 року в товариському матчі проти збірної Нігерії Ковнацький дебютував у складі національної збірної Польщі, а вже влітку того ж року поїхав з командою на чемпіонат світу 2018 року у Росії, де взяв участь у двох матчах.
| Дата      | Місто      | Господарі | Результат | Гості    | Турнір             | Голи | Примітки |
| --------- | ---------- | --------- | --------- | -------- | ------------------ | ---- | -------- |
| 23-3-2018 | Вроцлав    | Польща    | 0 – 1     | Нігерія  | товариський матч   | -    | 72'      |
| 12-6-2018 | Варшава    | Польща    | 4 – 0     | Литва    | товариський матч   | 1    |          |
| 19-6-2018 | Москва     | Польща    | 1 – 2     | Сенегал  | ЧС 2018 - 1-й етап | -    | 73'      |
| 24-6-2018 | Казань     | Польща    | 0 – 3     | Колумбія | ЧС 2018 - 1-й етап | -    | 57'      |
| 6-9-2019  | Любляна    | Словенія  | 2 – 0     | Польща   | Відбір до ЧЄ 2020  | -    | 76'      |
| 9-9-2019  | Варшава    | Польща    | 0 – 0     | Австрія  | Відбір до ЧЄ 2020  | -    | 58'      |
| 1-6-2021  | Іновроцлав | Польща    | 1 – 1     | Росія    | товариський матч   | -    | 56'      |
| Усього    |            | Матчів    | 7         |          | Голів              | 1    |          |

## Титули і досягнення
- Чемпіон Польщі (2):

«Лех»: 2014-15, 2021-22
- Володар Суперкубка Польщі (2):

«Лех»: 2015, 2016